# Aire d'attraction de Valenciennes (partie française)
L'aire d'attraction de Valenciennes (partie française) est un zonage d'étude défini par l'Insee pour caractériser l’influence de la commune de Valenciennes sur les communes environnantes. Publiée en octobre 2020, elle se substitue à l'aire urbaine de Valenciennes, qui comportait 90 communes dans le zonage de 2010.

## Définition
L'aire d'attraction d'une ville est composée d’un pôle, défini à partir de critères de population et d’emploi ainsi que d’une couronne constituée des communes dont au moins 15 % des actifs travaillent dans le pôle. Le pôle d’attraction constitue ainsi un point de convergence des déplacements domicile-travail,.

## Géographie
L’aire d'attraction de Valenciennes (partie française) est une aire intra-départementale qui comporte 102 communes dans le département du Nord. 

### Carte

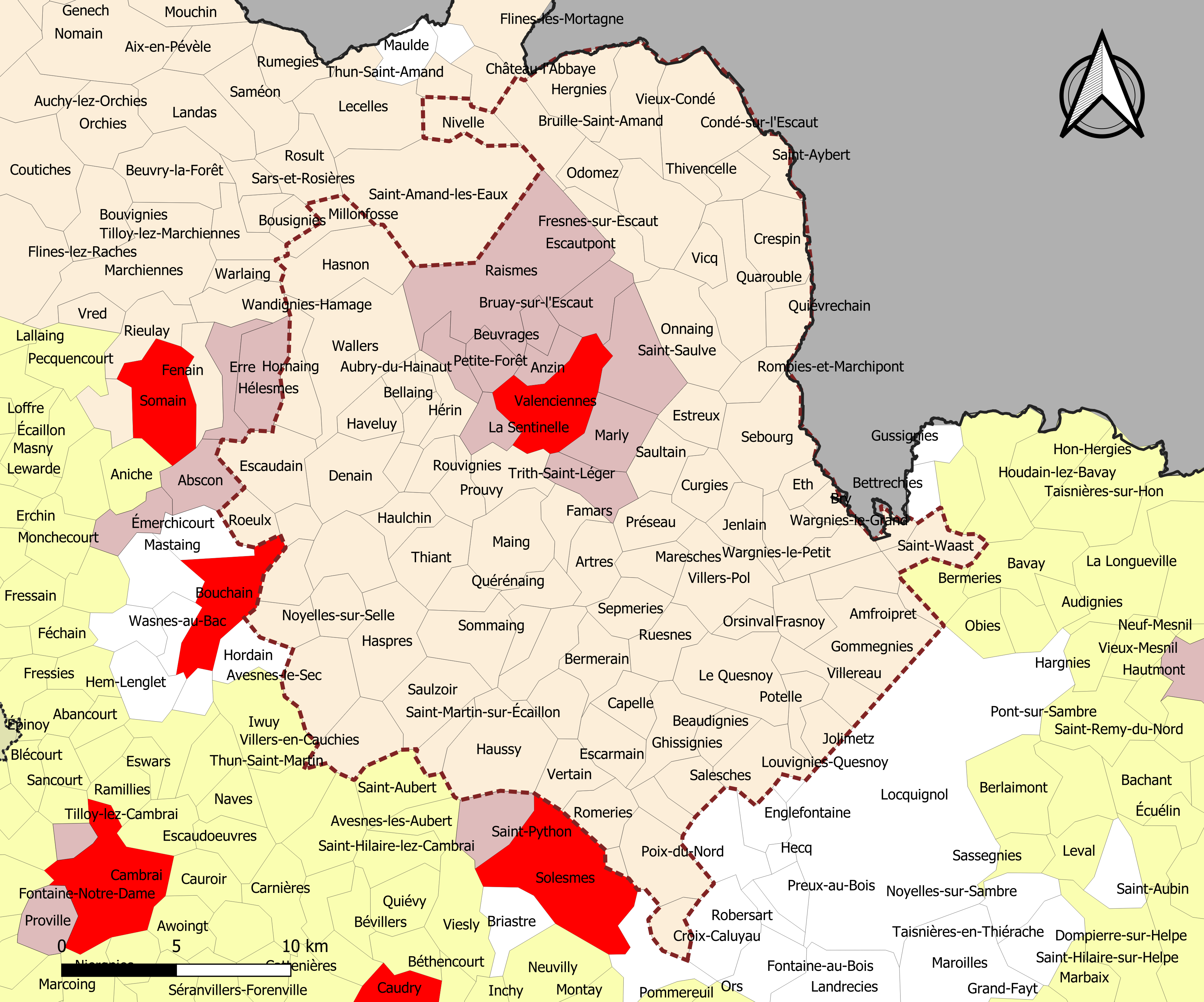
Carte de l'aire d'attraction de Valenciennes (partie française).
Commune-centre
Commune du pôle principal
Commune de la couronne

### Composition communale
| Catégorie                  | Département | Communes | Communes |
| Catégorie                  | Département | Nombre   | Libellé |
| -------------------------- | ----------- | -------- | --- |
| Commune-centre             | Nord        | 1        | Valenciennes. |
| Communes du pôle principal | Nord        | 10       | Anzin, Aubry-du-Hainaut, Aulnoy-lez-Valenciennes, Beuvrages, Bruay-sur-l'Escaut, Marly, Petite-Forêt, Raismes, Saint-Saulve, La Sentinelle. |
| Communes de la couronne    | Nord        | 91       | Artres, Avesnes-le-Sec, Beaudignies, Beaurain, Bellaing, Bermerain, Bruille-Saint-Amand, Bry, Capelle, Condé-sur-l'Escaut, Crespin, Croix-Caluyau, Curgies, Denain, Douchy-les-Mines, Escarmain, Escaudain, Escautpont, Estreux, Eth, Famars, La Flamengrie, Frasnoy, Fresnes-sur-Escaut, Ghissignies, Gommegnies, Hasnon, Haspres, Haulchin, Haussy, Haveluy, Hélesmes, Hergnies, Hérin, Jenlain, Jolimetz, Lieu-Saint-Amand, Lourches, Louvignies-Quesnoy, Maing, Maresches, Millonfosse, Monchaux-sur-Écaillon, Montrécourt, Neuville-en-Avesnois, Neuville-sur-Escaut, Nivelle, Noyelles-sur-Selle, Odomez, Oisy, Onnaing, L'Orée de Mormal, Orsinval, Potelle, Préseau, Preux-au-Sart, Prouvy, Quarouble, Quérénaing, Le Quesnoy, Quiévrechain, Rœulx, Rombies-et-Marchipont, Romeries, Rouvignies, Ruesnes, Saint-Aybert, Saint-Martin-sur-Écaillon, Saint-Waast, Salesches, Saultain, Saulzoir, Sebourg, Sepmeries, Sommaing, Thiant, Thivencelle, Trith-Saint-Léger, Vendegies-au-Bois, Vendegies-sur-Écaillon, Verchain-Maugré, Vertain, Vicq, Vieux-Condé, Villereau, Villers-en-Cauchies, Villers-Pol, Wallers, Wargnies-le-Grand, Wargnies-le-Petit, Wavrechain-sous-Denain. |

## Démographie
Cette aire est catégorisée dans les aires de 200 000 à moins de 700 000 habitants, une catégorie qui regroupe 23,6 % de la population au niveau national,.